# Střet u Kadaně 1742
Střet u Kadaně 14. října 1742 se odehrál mezi předvojem francouzské armády markýze de Maillebois a císařskými vojsky. Nevelká šarvátka však způsobila následný ústup Francouzů do Bavor, díky čemuž nebyla Praha zcela dobyta francouzskými vojsky a České království zůstalo habsburskou državou.

## Shrnutí
Francouzské armádě okupující Prahu bylo na pomoc vysláno další francouzské vojsko o síle 40 tisíc mužů, které vedl Jean-Baptiste Desmartes, markýz de Maillebois. Francouzi táhli Poohřím, přičemž předvoje jejich armády se dostaly v říjnu 1742 do Kadaně. V jejich čele stál hrabě Mořic Saský, který ve službách Francie již 12. října 1742 obsadil Klášterec nad Ohří. Jakmile kadaňští měšťané zjistili, že se k městu blíží armáda sedmi tisíc Francouzů, ihned informovali nejvyššího císařského velitele hraběte [János Ghilány de Lóza|Jána Gilánie]. Ten nechal 14. října 1742 obsadit svými čtrnácti tisíci chorvatskými a dalmatskými husary všechny cesty, hory a kopce kolem Kadaně. Následně došlo u Kadaně ke střetu mezi francouzským oddílem a Giulanyho vojáky. Francouzský předvoj byl poražen. V Kadani se následně usadilo asi sedm tisíc císařských vojáků včetně generálního štábu a 18. října 1742 odtud bylo odvedeno velké množství francouzských vojáků do zajetí. Když se markýz de Maillebois dozvěděl, že se do Krásného Dvora blíží císařská armáda pod vedením Karla Lotrinského, ustoupil do Chebu a později zpět do Bavor.

## Průběh
Ještě před předvojem Mořice Saského se s náskokem několika dní pohybovaly francouzské jezdecké hlídky v doprovodu intendančních a ubytovacích důstojníků. Proto se francouzští vojáci objevují v Kadani již 12. října 1742, v době, kdy byl Mořic Saský s vojskem teprve v Rybářích. V kronice františkánského kláštera v Kadani zmiňuje děkan Leopold Roch čtyři francouzské důstojníky, kteří tehdy vyhledali kadaňského primátora a notáře Wenzela Zettlitzera a dvě hodiny s ním pobyli v jeho domě (čp. 11). Poté se porozhlédli po městě a v pozdních večerních hodinách se vydali zpět směrem na Klášterec nad Ohří, aniž by v Kadani zanechali posádku, nebo pokračovali v průzkumu dále směrem na Žatec. Kronika nezaznamenává název tohoto jezdeckého oddílu. Dle Campagne de Maréchal de Maillebois en Bohême et Bavarie 1741 et 1742 se jednalo patrně o eskadronu slavného francouzského pluku de Noailles, či o pověstné Berchenyho husary. 
Druhého dne ráno poslal Mořic Saský do Kadaně pěchotní odřad pod velením kapitánů Déjeana, z pluku de La Couronne, a von Welze, z pluku la Marck. Odřad se zřejmě skládal z pěti detašovaných oddílů od pluků Régiment de Saxe, Régiment la Marck, Régiment de La Couronne, Régiment de Durfort-Duras a Régiment de Noailles. Po jednom batalionu těchto pluků se nacházelo jako předvoj Mořice Saského a každý z nich poskytl do odřadu vyslaného do Kadaně jeden peloton (francouzský ekvivalent roty). O složení tohoto odřadu informuje nejen Porgesovo a von Rebrachovo dílo Kriege unter der Regrierung der Kaiserin-Königin Maria Theresia – Oesterreichischer Erbfolge-Krieg 1740-1748, ale také dva další dobové prameny. Částečný popis odřadu se nachází v Campagne de Marechal de Maillebois et Bohême et Bavarie 1741 et 1742 z roku 1772, kterou tvoří korespondence francouzské generality a vyšších důstojníků z let 1741 a 1742 a v kronice kadaňského františkánského kláštera od Leopolda Rocha. Klášterní kronika však obsahuje řadu špatných fonetických přepisů jmen pluků i jejich velitelů. Střetu se ve svém díle věnuje také Voltaire, který celé uskupení vyslané do Kadaně označuje jako compagnie Franche, což lze přeložit jako volná rota. To by odpovídalo dobovému pojetí tohoto detašmentu jako autonomní jednotky vyčleněné pro předem daný úkol. 
Historické prameny se liší v určení velikosti této jednotky. Klášterní kronika hovoří o 150 mužích, poznámka u zápisu však podotýká, že jich mohlo být až 200. Kronika označuje jednotku jako piquet. Označení piquet či un piquet d'infanterie odpovídá malé pěší jednotce složené z částí několika větších uskupení pod velením kapitána. V souvislosti s plukem de la Couronne se hovoří o stovce mužů. Tisk The London Gazette ze dne 2. listopadu 1742, který se tímto střetem podrobně zabývá, hovoří o detašmentu čítajícím až 600 mužů. Přestože se tento zdroj zdá být méně důvěryhodný, potvrzuje rakouské dobové prameny. 
Úkolem odřadu bylo sice obsazení města, ale určitě měl i ubytovací a proviantní povinnosti vůči předvoji hraběte Saského i celé l'Armée des Mathurins. Pouze Voltaire ve své práci zmiňuje, že hlavním úkolem odřadu bylo rozebrat most přes Ohři a zabránit tak případnému obsazení města rakouskými vojsky. O tomto úkolu nepojednává žádná z dalších prací, která se střetem v Kadani zabývá. Nesporným faktem však zůstává, že Voltaire psal svou práci již 14 let po této události a měl možnost osobního setkání s francouzskými důstojníky z předvoje saského hraběte. Podle knihy Le Régiment de la Couronne (1643-1791), ve které de Poli zpracoval archivní prameny k historii pluku došel odřad až do Kadaně a město obsadil. Také Voltaire uvádí, že odřad začal rozebírat most přes Ohři, než byl zaskočen uherskými husary polního strážmistra Nádasdyho. To by ale nasvědčovalo tomu, že Francouzi město alespoň zčásti obsadili, což je ale v rozporu nejen s Rochovou kronikou, ale i další drobnou kronikou napsanou ve františkánském klášteře roku 1750. Podle těchto pramenů a také podle Porgese a Rebracha, kteří zpracovávali dobové prameny rakouské, tento odřad do Kadaně nikdy nevkročil. 
Také v otázce, kdy do Kadaně přijeli Nádasdyho husaři se prameny rozcházejí. Kronika děkana Rocha i Porges a von Rebrach se zmiňují o táboře Nádasdyho uherských husarů u kostela svatého Vavřince na Želině. Ovšem Roch v rozporu s jinými prameny uvádí, že přední hlídka osmi husarů byla již při příchodu Déjeanovy jednotky přítomna ve městě a dostala se až k Františkánskému klášteru, odkud pochodující Francouze spatřila. Obratem se vrátila zpět do Želiny oznámit příchod nepřítele. V Popisu dalších událostí se již prameny spíše shodují. 
Počátek celé srážky lze tedy rekonstruovat asi takto. Dne 14. října 1742 okolo poledne objevila přední hlídka Nádasdyho husarského předvoje francouzský oddíl postupující po silnici z Klášterce do Kadaně směrem od Mikulovic. Proto se ihned vrátila zpět do Želiny upozornit předvoj podmaršálka Ghilányiho. Francouzský detašment mezitím dorazil před Kadaň. Zde se okolo půl jedné střetl s Nádasdyho husary. Poté vydal jeden z francouzských kapitánů rozkaz k ústupu směrem na Klášterec. Ústup pěchoty s nepřátelskou jízdou v týlu se však ukázal jako zhola nemožný, proto došlo k rozdělení detašmentu. Zatímco větší část pod velením von Welzla pokračovala v ústupu na Klášterec, piquet složený z vojáků La Marck a elitního de la Couronne pod velením kapitána Déjeana obsadil kadaňský františkánský klášter a zablokoval tak cestu do zad Welzlových vojáků. Společně s Déjeanovými vojáky zůstali v klášteře také ranění, kteří by komplikovali ústup. Volba františkánského kláštera pro zadržovací boj kapitána Déjeana byla nejlepším možným taktickým řešením. Klášter dobře vyhovoval i obraně před početnějším nepřítelem a palbou z něj bylo možné dobře pokrýt silnici na Klášterec, po které Welzl ustupoval. Do františkánského kláštera pronikli francouzští vojáci už při svém příchodu do Kadaně a hledali zde husarskou hlídku, kterou zahlédli při pochodu z Mikulovic. Děkan Roch se rovněž v kronice zmiňuje o tom, že při odrážení útoku Nádasyho husarů použili Francouzi kostelní lavice na stavbu barikády přes císařskou silnici. Nádasyho husaři byli jen jezdeckou částí silného předvoje podmaršálka Ghilányiho složeného hlavně z uherských a dalmatských jednotek. Nedlouho po husarech přitáhl do Kadaně oddíl 600 pěších varaždínských hraničářů pod velením plukovníka Johanna Sigismunda Macquira. Jednalo se o oddíl stejných chorvatských hraničářů, kterým bylo nedlouho předtím Francouzi dovoleno ustoupit bez boje z Lokte. Ti prošli městem a zaujali postavení na Svatém vrchu nad františkánským klášterem. Odtud ostřelovali klášter a připravovali se k rozhodnému útoku. K tomu došlo okolo půl třetí odpoledne, kdy varaždínští hraničáři zaútočili v čele s plukovníkem Macquirem ze svahu dolů proti vstupu do kostela Čtrnácti svatých Pomocníků. Hraničáři prolomili francouzskou obranu a vnikli do kostelní lodi, zde došlo na boj muže proti muži. Nakonec balkánská zuřivost hraničářů a také jejich početní převaha zlomila francouzský odpor. Část francouzských vojáků se snažila pod vedením kapitána Déjeana ustoupit směrem k řece, kde však byla zajata Nádasdyho husary.
V počtu padlých a raněných se prameny opět rozcházejí. Dle de Poliho zůstalo nezraněno pouze dvacet mužů včetně Déjeana, podle Rocha padlo přímo v klášteře 22 vojáků a 16 bylo posekáno, dalších 5 jich podlehlo zraněním od 16. do 25. října 1742. Poručík de Dartivon zemřel po zpovědi a po přijetí posledního pomazání 24. října a byl pochován 25. října na hřbitově u kostela svaté Anny v Kadani. Jaké byly ztráty mezi uherskými husary a varaždínskými hraničáři neuvádí žádný z pramenů. Zajímavý je také osud kapitána Déjeana. Ten sloužil v pluku de la Couronne již minimálně od roku 1735, kdy velel 4. kompanii 3. batalionu. Po svém zajetí 14. října 1742 byl propuštěn na čestné slovo a podle de Poliho byla po jeho návratu oceňována odvaha, se kterou v Kadani čelil přesile. Tomu by odpovídalo i to, že byl v roce 1749 přijat v hodnosti kapitána do Gardes-Françaises (francouzských gard). U pluku de la Couronne sloužil i Déjeanův bratr, který padl za sedmileté války.